# In alto
In alto è un singolo del cantautore italiano Tony Maiello, pubblicato nel 2017 ed estratto dal suo secondo album in studio.

## Tracce
- Download digitale

1. In alto – 3:00